# 伊予八藩
伊予八藩 （いよはっぱん、いよはちはん）は、江戸時代に伊予国（現在の愛媛県）に置かれた8つの藩を指す、愛媛県の地方史における用語である。関ヶ原の戦い後、伊予国では領主の大きな変動や短期間での交代があったが、17世紀後半までには8つの藩が成立し、以後は藩主家が交代することもなく廃藩置県まで200年余りにわたって安定した体制となった。この語は、愛媛県域において地域ごとに多様な文化が発展したことや、県域の一体感が薄いとされることに結びつけて語られることがある。

## 八藩
伊予八藩は以下を指す。石高については藩の成立以後増減がある場合がある。
| 藩名       | 幕末の石高 | 藩主家     | 藩の成立               | 備考                                            |
| ---------- | ---------- | ---------- | ---------------------- | ----------------------------------------------- |
| 伊予松山藩 | 15万石     | 久松松平家 | 1635年、松平定行が入封 |                                                 |
| 宇和島藩   | 10万石     | 伊達家     | 1614年、伊達秀宗が入封 |                                                 |
| 大洲藩     | 06万石     | 加藤家     | 1617年、加藤貞泰が入封 |                                                 |
| 今治藩     | 03万5000石 | 久松松平家 | 1635年、松平定房が入封 | 定房は松山藩主松平定行の弟                      |
| 西条藩     | 03万石     | 西条松平家 | 1670年、松平頼純が入封 | 1636年、一柳直重が3万石の領主となり、次代で改易 |
| 伊予吉田藩 | 03万石     | 伊達家     | 1657年、伊達宗純が立藩 | 宗純は宇和島藩主伊達秀宗の子で、分知立藩。      |
| 小松藩     | 01万石     | 一柳家     | 1636年、一柳直頼が立藩 | 直頼は西条藩主一柳直重の弟                      |
| 新谷藩     | 01万石     | 加藤家     | 1623年、加藤直泰が立藩 | 直泰は大洲藩主加藤泰興の弟で、分知立藩。        |

このほか、川之江を中心とする宇摩郡などに幕府領（2万石）があった。幕府領はその大部分の期間は松山藩の預かり地で、川之江代官所が置かれていた。
愛媛県の地方史においては、「伊予八藩の成立」を時期の区切りとするものがある。ただし「伊予八藩の成立」の時期については解釈に幅があり、蒲生氏旧領が分割された「17世紀前半ごろ」とする記述がある一方、伊予吉田藩が成立し、西条に幕末まで続く西条松平家（紀州徳川家御連枝）が入る「17世紀後半」とする記述もある。
江戸時代の四国地方においては、阿波国は徳島藩、土佐国は高知藩という大藩による一国支配が行われており、讃岐国も17世紀半ば以降は高松藩と丸亀藩の2藩体制と言える状況であった。伊予国（のちの愛媛県域）が8つの藩によって分け治められていた歴史は、小規模な平地・盆地が散在するという地理的条件とともに、愛媛県において地域ごとに多様な文化が発展したこと、あるいは県域の一体感が薄いと言われることと結び付けて語られる。

## 八藩成立まで

### 藤堂家・加藤家による伊予二分
関ヶ原の戦いの直前、伊予国を治めていたのは、小川祐忠（国分7万石）、来島康親（野間郡・風早郡1万4000石）、安国寺恵瓊（和気郡など国内に6万石）、池田高祐（大洲2万石）、加藤嘉明（松前10万石）、藤堂高虎（板島8万石）であった。
かれらのうち、関ヶ原の戦いで東軍についたのは加藤嘉明と藤堂高虎のみであり、両者によって伊予国（40万石）は二分され、それぞれ20万石の大名となった。両者の従来の所領があった南予は藤堂領、中予は加藤領となり、東予では領地配分がなされた。太閤検地による石高を基準に郡ごとに両者の石高が均等になるよう徳川家康が大まかな取り分を示し、現地で細部を決定したとみられる。加藤嘉明は旧領内の温泉郡に松山城を築き（伊予松山藩参照）、藤堂高虎は瀬戸内海に面した新領地の越智郡に今治城を築いた（今治藩参照）。

### 旧藤堂家領
藤堂高虎は慶長13年（1608年）に伊勢安濃津（津藩）に転封されたが、今治城付近の2万石は藤堂家領として残り、養子の藤堂高吉が預かった。藤堂旧領のうち大洲城には脇坂安治が5万3000石で、宇和島城には富田信高が12万石で入った。
宇和島の富田家は慶長18年（1613年）に改易され、翌慶長19年（1614年）に伊達秀宗が10万石で入った（宇和島藩）。その後秀宗の五男である伊達宗純が3万石を分知され、伊予吉田藩を立藩した。
大洲の脇坂家は元和3年（1617年）、安治の子・脇坂安元の時に転出し、代わって加藤貞泰が6万石で入封した（大洲藩）。のちに加藤直泰が1万石を分知されて新谷藩を立藩した。
今治の藤堂家領2万石は、寛永12年（1635年）に伊賀国名張に替地が与えられ、今治には松平定房が3万石で入封した（今治藩）。なお、兄定行の松山入封と同時である。

### 旧加藤家領
加藤嘉明は寛永4年（1627年）に会津に転封され、代わって蒲生忠知が24万石で入った。蒲生氏は寛永11年（1634年）に無嗣断絶となり、翌寛永12年（1635年）、松山に松平定行が15万石で入り（伊予松山藩）、西条には一柳直盛が6万3000石で入ることとなった。
一柳直盛は入封の途上大坂で病没し、遺領は3人の子一柳直重（西条藩3万石）・一柳直家（川之江藩2万8000石）・一柳直頼（小松藩1万石）で分割された。寛永19年（1642年）、川之江藩一柳家は末期養子を咎められ伊予国内の領地を収公され（播磨国小野藩1万石として存続）、川之江周辺は幕府領となった。寛文5年（1665年）に西条藩の一柳直興は改易処分を受けた。その後幕府領となった時期を経て、寛文10年（1670年）には紀州徳川家連枝の松平頼純（徳川頼宣の三男）が3万石で入封した（西条藩）。

## 伊予八県
明治4年（1871年）7月に廃藩置県が行われた際、伊予八藩はそのまま「伊予八県」となった。
明治4年（1871年）11月、松山・今治・西条・小松の各県と川之江の天領は松山県に、宇和島・大洲・吉田・新谷の各県が宇和島県に統合された。明治5年（1872年）2月に松山県は石鉄県（せきてつけん）に改称、宇和島県は同年6月に神山県（じんざんけん）に改名。明治6年（1873年）2月に愛媛県として統合された（愛媛県#歴史の項も参照）。